# Juniorvärldsmästerskapen i curling
Juniorvärldsmästerskapen i curling är en juniorlandslagsturnering i curling som spelas sedan 1975 för herrjuniorer och sedan 1988 för damjuniorer.
Sedan curling 1998 blev officiell olympisk gren, spelas föregående års juniorvärldsmästerskap alltid i samma land som ska arrangera kommande års olympiska vinterspel.

## Resultat

### Herrjuniorer
| 1975 | East York, Ontario, Kanada           | Sverige Jan Ullsten         | 8–6  | Kanada Robb King             | Skottland Peter J. D. Wilson                     | –    | Norge Morten Sørum         |
| 1976 | Aviemore, Skottland, Storbritannien  | Kanada Paul Gowsell         | 4–3  | Sverige Jan Ullsten          | Norge Sjur Loen                                  | –    | Skottland Robert Kelly     |
| 1977 | Québec City, Québec, Kanada          | Kanada Bill Jenkins         | 9–5  | Sverige Anders Grahn         | USA Donald Barcome, Jr.                          | –    | Norge Sjur Loen            |
| 1978 | Grindelwald, Bern, Schweiz           | Kanada Paul Gowsell         | 4–2  | Sverige Thomas Håkansson     | Skottland Colin Hamilton                         | –    | Norge Sjur Loen            |
| 1979 | Moose Jaw, Saskatchewan, Kanada      | USA Donald Barcome, Jr.     | 5–4  | Skottland Andrew McQuistin   | Kanada Darren Fish                               | 8–4  | Norge Sjur Loen            |
| 1980 | Kitchener-Waterloo, Ontario, Kanada  | Skottland Andrew McQuistin  | 5–3  | Kanada Mert Thompsett        | Sverige Thomas Norgen                            | 9–7  | USA Scott Dalziel          |
| 1981 | Megève, Frankrike                    | Skottland Peter Wilson      | 8–5  | Kanada Denis Marchand        | USA Ted Purvis                                   | 5–3  | Sverige Thomas Norgen      |
| 1982 | Fredericton, New Brunswick, Kanada   | Sverige Sören Grahn         | 6–2  | Kanada Mert Thompsett        | Skottland Robin Gray                             | –    | USA Dale Risling           |
| 1983 | Medicine Hat, Alberta, Kanada        | Kanada John Base            | 7–2  | Norge Pål Trulsen            | Skottland Mike Hay                               | 6–4  | USA Al Edwards             |
| 1984 | Cornwall, Ontario, Kanada            | USA Al Edwards              | 7–6  | Schweiz André Flotron        | Skottland Mike Hay                               | –    | Kanada Jamie Schneider     |
| 1985 | Perth, Skottland, Storbritannien     | Kanada Bob Ursel            | 6–5  | Schweiz Christian Saager     | Skottland Hammy McMillan                         | 11–2 | Norge Bjørn Ulshagen       |
| 1986 | Dartmouth, Nova Scotia, Kanada       | Skottland David Aitken      | 7–6  | Kanada Kevin Martin          | Sverige Örjan Erixon                             | 12–7 | Tyskland Dieter Kolb       |
| 1987 | Victoria, British Columbia, Kanada   | Skottland Douglas Dryburgh  | 3–2  | Kanada Hugh McFadyen         | Norge Anthon Grimsmo                             | 7–3  | Schweiz Markus Eggler      |
| 1988 | Füssen, Bayern, Västtyskland         | Kanada Jim Sullivan         | 4–2  | Sverige Peja Lindholm        | Norge Thomas Ulsrud                              | 5–2  | Schweiz Christof Schwaller |
| 1989 | Markham, Ontario, Kanada             | Sverige Peja Lindholm       | 7–2  | Kanada Mike Wood             | Schweiz Markus Eggler                            | 5–2  | Skottland Allan Manuel     |
| 1990 | Portage la Prairie, Manitoba, Kanada | Schweiz Stefan Traub        | 5–4  | Skottland Graeme Connal      | Sverige Peja Lindholm                            | 11–1 | Kanada Dean Joanisse       |
| 1991 | Glasgow, Skottland, Storbritannien   | Skottland Alan MacDougall   | 5–4  | Kanada Noel Herron           | Schweiz Dominic Andres USA Eric Fenson           | –    | –                          |
| 1992 | Oberstdorf, Bayern, Tyskland         | Schweiz Stefan Heilman      | 10–8 | Frankrike Jan Henri Ducroz   | Kanada Jason Repay Sverige Joakim Carlsson       | –    | –                          |
| 1993 | Grindelwald, Bern, Schweiz           | Skottland Craig Wilson      | 7–3  | Kanada Michel Ferland        | Frankrike Specer Mugnier Tyskland Markus Herberg | –    | –                          |
| 1994 | Sofia, Bulgarien                     | Kanada Colin Davison        | 6–2  | Tyskland Daniel Herberg      | Schweiz Yannick Renggli USA Mike Peplinski       | –    | –                          |
| 1995 | Perth, Skottland, Storbritannien     | Skottland Tom Brewster, Jr. | 6–3  | Tyskland Daniel Herberg      | Kanada Christopher Galbraith                     | 9–2  | Sverige Henrik Edlund      |
| 1996 | Red Deer, Alberta, Kanada            | Skottland James Dryburgh    | 6–4  | Schweiz Ralph Stöckli        | Tyskland Sebastian Stock                         | 11–3 | Kanada Jeff Currie         |
| 1997 | Karuizawa, Japan                     | Schweiz Ralph Stöckli       | 5–3  | Finland Perttu Piilo         | Kanada Ryan Keane                                | 9–6  | Japan Makoto Tsuruga       |
| 1998 | Thunder Bay, Ontario, Kanada         | Kanada John Morris          | 5–3  | Skottland Gary MacKay        | Schweiz Ralph Stöckli                            | 6–4  | Tyskland Sebastian Stock   |
| 1999 | Östersund, Sverige                   | Kanada John Morris          | 6–2  | Schweiz Christian Haller     | USA Andy Roza                                    | 7–5  | Sverige Patric Håkansson   |
| 2000 | Geising, Sachsen, Tyskland           | Kanada Brad Kuhn            | 8–4  | Schweiz Patrick Vuille       | Tyskland Christian Baumann                       | 9–3  | Danmark Kasper Wiksten     |
| 2001 | Ogden, Utah, USA                     | Kanada Brad Gushue          | 7–6  | Danmark Casper Bossen        | USA Andy Roza                                    | 7–5  | Skottland David Edwards    |
| 2002 | Kelowna, British Columbia, Kanada    | Kanada David Hamblin        | 3–2  | Sverige Eric Carlsén         | Skottland Kenny Edwards                          | 10–3 | Schweiz Andreas Hingher    |
| 2003 | Flims, Graubünden, Schweiz           | Kanada Steve Laycock        | 5–4  | Sverige Eric Carlsén         | Schweiz Jan Hauser                               | 7–4  | Norge Thomas Løvold        |
| 2004 | Trois-Rivières, Québec, Kanada       | Sverige Niklas Edin         | 5–4  | Schweiz Stefan Rindlisbacher | Skottland Scott Hamilton                         | 11–5 | Sydkorea Kim Soo-hyuk      |
| 2005 | Pinerolo, Italien                    | Kanada Kyle George          | 6–5  | Sverige Nils Carlsén         | Skottland Logan Gray                             | 8–5  | USA Kristopher Perkovich   |
| 2006 | Jeonju, Sydkorea                     | Kanada Charley Thomas       | 7–3  | Sverige Nils Carlsén         | Skottland Logan Gray                             | 12–4 | Kina Wang Binjiang         |
| 2007 | Eveleth, Minnesota, USA              | Kanada Charley Thomas       | 8–3  | Sverige Niklas Edin          | Schweiz Christian von Gunten                     | 7–6  | Danmark Rasmus Stjerne     |
| 2008 | Östersund, Sverige                   | USA Chris Plys              | 7–5  | Sverige Oskar Eriksson       | Kanada William Dion                              | 5–3  | Norge Kristian Rolvsfjord  |
| 2009 | Vancouver, British Columbia, Kanada  | Danmark Rasmus Stjerne      | 9–6  | Kanada Brett Gallant         | USA Chris Plys                                   | 9–4  | Sverige Oskar Eriksson     |
| 2010 | Flims, Graubünden, Schweiz           | Schweiz Peter de Cruz       | 7–6  | Skottland Ally Fraser        | Kanada Jake Walker                               | 7–1  | Kina Ji Yansong            |
| 2011 | Perth, Skottland, Storbritannien     | Sverige Oskar Eriksson      | 6–5  | Schweiz Peter de Cruz        | Norge Steffen Mellemseter                        | 10–2 | Kanada Braeden Moskowy     |
| 2012 | Östersund, Sverige                   | Kanada Brendan Bottcher     | 10–4 | Sverige Rasmus Wranå         | Skottland Kyle Smith                             | 7–3  | Norge Markus Høiberg       |
| 2013 | Sotji, Ryssland                      | Skottland Kyle Smith        | 6–2  | Ryssland Evgeny Arkhipov     | Kanada Matt Dunstone                             | 6–4  | Sverige Gustav Eskilsson   |
| 2014 | Flims, Graubünden, Schweiz           | Schweiz Yannick Schwaller   | 6–5  | Skottland Kyle Smith         | Norge Eirik Mjøen                                | 7–5  | Kanada Braden Calvert      |
| 2015 | Tallinn, Estland                     | Kanada Braden Calvert       | 6–3  | Schweiz Yannick Schwaller    | Skottland Bruce Mouat                            | 8–3  | Sverige Fredrik Nyman      |
| 2016 | Köpenhamn, Danmark                   | Skottland Bruce Mouat       | 6–3  | USA Korey Dropkin            | Kanada Matt Dunstone                             | 8–4  | Schweiz Yannick Schwaller  |
| 2017 | Gangneung, Sydkorea                  | Sydkorea Lee Ki-jeong       | 5–4  | USA Andrew Stopera           | Norge Magnus Ramsfjell                           | 10–3 | Skottland Cameron Bryce    |
| 2018 | Aberdeen, Skottland                  | Kanada Tyler Tardi          | 6–5  | Skottland Ross Whyte         | Schweiz Jan Hess                                 | 7–4  | USA Andrew Stopera         |
| 2019 | Liverpool, Nova Scotia, Kanada       | Kanada Tyler Tardi          | 9–4  | Schweiz Marco Hösli          | Skottland Ross Whyte                             | 8–5  | Norge Magnus Ramsfjell     |
| 2020 | Krasnojarsk, Ryssland                | Kanada Jacques Gauthier     | 7–2  | Schweiz Marco Hösli          | Skottland James Craik                            | 6–5  | Tyskland Sixten Totzek     |
| 2021 | Peking, Kina                         | Inställd                    |      |                              |                                                  |      |                            |
| 2022 | Jönköping, Sverige                   | Skottland James Craik       | 7–1  | Tyskland Benjamin Kapp       | Kanada Owen Purcell                              | 13–4 | Norge Grunde Buraas        |
| 2023 | Füssen, Tyskland                     | Kina Fei Xueqing            | 8–7  | Tyskland Benjamin Kapp       | Skottland Orin Carson                            | 11–4 | Norge Lukas Høstmælingen   |
| 2024 | Lojo, Finland                        | Norge Lukas Høstmælingen    | 7–6  | Italien Stefano Gilli        | Danmark Jacob Schmidt                            | 10–9 | USA Wesley Wendling        |
| 2025 | Cortina d'Ampezzo, Italien           | Italien Stefano Spiller     | 9–5  | Norge Lukas Høstmælingen     | Skotland Orrin Carson                            | 7–2  | Sydkorea Kim Dae-Hyun      |

### Damjuniorer
| 1988 | Chamonix, Frankrike                  | Kanada Julie Sutton         | 6–4  | Schweiz Marianne Amstutz       | Danmark Lene Bidstrup                              | 5–2  | Skottland Carolyn Hutchinson |
| 1989 | Markham, Ontario, Kanada             | Kanada LaDawn Funk          | 10–3 | Norge Trine Helgebostad        | Skottland Carolyn Hutchinson                       | 5–4  | Sverige Cathrine Norberg     |
| 1990 | Portage la Prairie, Manitoba, Kanada | Skottland Kirsty Addison    | 5–3  | Sverige Cathrine Norberg       | Kanada Cathy Overton                               | 8–1  | Schweiz Helga Oswald         |
| 1991 | Glasgow, Skottland, Storbritannien   | Sverige Eva Eriksson        | 5–4  | Schweiz Nicole Strausak        | Kanada Atina Ford Skottland Gillian Barr           | –    | –                            |
| 1992 | Oberstdorf, Bayern, Tyskland         | Skottland Gillian Barr      | 10–2 | USA Erika Brown                | Sverige Eva Eriksson Schweiz Helga Oswald          | –    | –                            |
| 1993 | Grindelwald, Bern, Schweiz           | Skottland Kirsty Hay        | 9–5  | Kanada Amber Holland           | Danmark Dorthe Holm USA Erika Brown                | –    | –                            |
| 1994 | Sofia, Bulgarien                     | Kanada Kim Gellard          | 9–7  | USA Erika Brown                | Danmark Angelina Jensen Sverige Margaretha Lindahl | –    | –                            |
| 1995 | Perth, Skottland, Storbritannien     | Kanada Kelly Mackenzie      | 6–5  | Sverige Margaretha Lindahl     | Schweiz Nadia Heuer                                | 8–3  | Skottland Julia Ewart        |
| 1996 | Red Deer, Alberta, Kanada            | Kanada Heather Godberson    | 7–6  | Skottland Julia Ewart          | Sverige Margaretha Lindahl                         | 11–5 | Schweiz Nadja Heuer          |
| 1997 | Karuizawa, Japan                     | Skottland Julia Ewart       | 11–3 | Sverige Margaretha Sigfridsson | Kanada Meredith Doyle                              | 5–2  | USA Risa O'Connell           |
| 1998 | Thunder Bay, Ontario, Kanada         | Kanada Melissa McClure      | 11–3 | Japan Akiko Katoh              | Sverige Matilda Mattsson                           | 6–5  | Skottland Julia Ewart        |
| 1999 | Östersund, Sverige                   | Schweiz Silvana Tirinzoni   | 8–3  | Japan Akiko Katoh              | Kanada Marie-France Larouche                       | 10–3 | Sverige Matilda Mattsson     |
| 2000 | Geising, Sachsen, Tyskland           | Sverige Matilda Mattsson    | 6–5  | Kanada Stefanie Miller         | USA Laura Delaney                                  | 8–5  | Schweiz Carmen Schäfer       |
| 2001 | Ogden, Utah, USA                     | Kanada Suzanne Gaudet       | 6–4  | Sverige Matilda Mattsson       | Schweiz Carmen Schäfer                             | 5–4  | Japan Moe Meguro             |
| 2002 | Kelowna, British Columbia, Kanada    | USA Cassandra Johnson       | 7–6  | Sverige Matilda Mattsson       | Kanada Suzanne Gaudet                              | 9–8  | Italien Diana Gaspari        |
| 2003 | Flims, Graubünden, Schweiz           | Kanada Marliese Miller      | 5–4  | USA Cassandra Johnson          | Italien Diana Gaspari                              | 7–4  | Sverige Stina Viktorsson     |
| 2004 | Trois-Rivières, Québec, Kanada       | Norge Linn Githmark         | 9–6  | Kanada Jill Mouzar             | Sverige Stina Viktorsson                           | 7–6  | USA Aileen Sormunen          |
| 2005 | Pinerolo, Italien                    | Schweiz Tania Grivel        | 10–2 | Sverige Stina Viktorsson       | Kanada Andrea Kelly                                | 6–4  | Danmark Madeleine Dupont     |
| 2006 | Jeonju, Sydkorea                     | Ryssland Ludmila Privivkova | 5–4  | Kanada Mandy Selzer            | Danmark Lene Nielsen                               | 8–4  | Schweiz Michèle Jäggi        |
| 2007 | Eveleth, Minnesota, USA              | Skottland Sarah Reid        | 7–6  | Kanada Stacie Devereaux        | Danmark Madeleine Dupont                           | 8–6  | USA Aileen Sormunen          |
| 2008 | Östersund, Sverige                   | Skottland Eve Muirhead      | 12–3 | Sverige Cecilia Östlund        | Kanada Kaitlyn Lawes                               | 9–8  | Ryssland Ludmila Privivkova  |
| 2009 | Vancouver, British Columbia, Kanada  | Skottland Eve Muirhead      | 8–6  | Kanada Kaitlyn Lawes           | Schweiz Martina Baumann                            | 5–4  | Ryssland Margarita Fomina    |
| 2010 | Flims, Graubünden, Schweiz           | Sverige Anna Hasselborg     | 8–3  | Kanada Rachel Homan            | USA Alexandra Carlson                              | 9–7  | Schweiz Manuela Siegrist     |
| 2011 | Perth, Skottland, Storbritannien     | Skottland Eve Muirhead      | 10–3 | Kanada Trish Paulsen           | Ryssland Anna Sidorova                             | 9–3  | Sverige Jonna McManus        |
| 2012 | Östersund, Sverige                   | Skottland Hannah Fleming    | 6–5  | Tjeckien Zuzana Hájková        | Ryssland Anna Sidorova                             | 7–4  | Sverige Sara McManus         |
| 2013 | Sotji, Ryssland                      | Ryssland Alina Kovaleva     | 6–5  | Skottland Hannah Fleming       | Japan Sayaka Yoshimura                             | 8–4  | Tjeckien Zuzana Hájková      |
| 2014 | Flims, Graubünden, Schweiz           | Kanada Kelsey Rocque        | 6–4  | Sydkorea Kim Kyeong-ae         | Ryssland Alina Kovaleva                            | 11–4 | Sverige Isabella Wranå       |
| 2015 | Tallinn, Estland                     | Kanada Kelsey Rocque        | 8–2  | Skottland Gina Aitken          | Schweiz Elena Stern                                | 7–6  | Sverige Isabella Wranå       |
| 2016 | Köpenhamn, Danmark                   | Kanada Mary Fay             | 7–4  | USA Cory Christensen           | Sydkorea Kim Min-ji                                | 8–4  | Ungern Dorottya Palancsa     |
| 2017 | Gangneung, Sydkorea                  | Sverige Isabella Wranå      | 10–7 | Skottland Sophie Jackson       | Kanada Kristen Streifel                            | 6–3  | Sydkorea Kim Min-ji          |
| 2018 | Aberdeen, Skottland                  | Kanada Kaitlyn Jones        | 7–4  | Sverige Isabella Wranå         | Kina Wang Zixin                                    | 11–5 | Norge Maia Ramsfjell         |
| 2019 | Liverpool, Nova Scotia, Kanada       | Ryssland Vlada Rumiantseva  | 8–7  | Kanada Selena Sturmay          | Schweiz Raphaela Keiser                            | 6–4  | Kina Han Yu                  |
| 2020 | Krasnojarsk, Ryssland                | Kanada Mackenzie Zacharias  | 7–5  | Sydkorea Kim Min-ji            | Ryssland Vlada Rumiantseva                         | 14–4 | Japan Sae Yamamoto           |
| 2021 | Peking, Khina                        | Inställd                    |      |                                |                                                    |      |                              |
| 2022 | Jönköping, Sverige                   | Japan Sae Yamamoto          | 7–4  | Sverige Moa Dryburgh           | USA Delaney Strouse                                | 10–6 | Norge Eriin Mesloe           |
| 2023 | Füssen, Tyskland                     | Skottland Fay Henderson     | 9–7  | Japan Yuina Miura              | Norge Torild Bjørnstad                             | 8–5  | Schweiz Xenia Schwaller      |
| 2024 | Lojo, Finland                        | Schweiz Xenia Schweiz       | 10–3 | Japan Miku Nihira              | Norge Torild Bjørnstad                             | 7–5  | Kanada Myla Plett            |
| 2025 | Cortina d'Ampezzo, Italien           | Sydkorea Kang Bo-bae        | 8–2  | Tyskland Sara Messenzehl       | Kanada Allyson MacNutt                             | 7–4  | Sverige Moa Dryburgh         |